# Niederweiler (Eifel)
Pour l’article homonyme, voir Niederweiler.
Niederweiler est une municipalité allemande située dans le land de Rhénanie-Palatinat et l'arrondissement d'Eifel-Bitburg-Prüm.